# Северное кладбище (Киев)

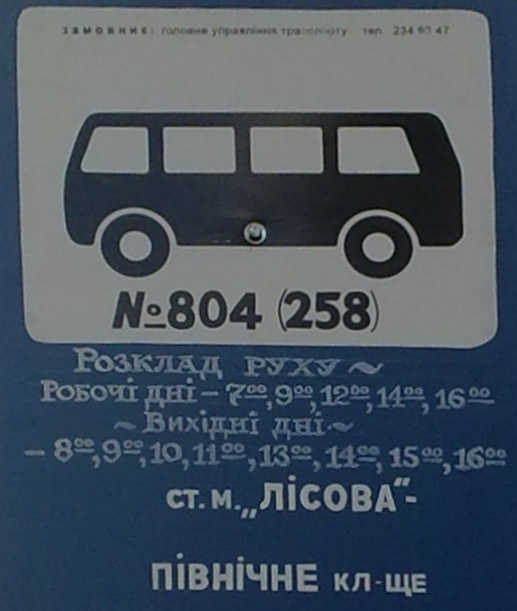
Расписание автобусного движения

Северное кладбище (укр.  Північне кладовище) — киевское городское кладбище, расположено возле с. Рожевка Броварского района Киевской области Украины, в 27 км от г. Киева и в 5 км от трассы М-01 (Е-95) Киев-Чернигов по дороге на село Рожны.
Открыто в 1989 году на площади около 98 гектаров на землях, где раньше производились захоронения химические, чернобыльские и отходов производства комбината Химволокно.
На кладбище по состоянию на 2009 г. похоронено около тридцати тысяч человек.
На средства государства произведено более десяти тысяч захоронений неопознанных и невостребованных тел умерших на территории кладбища.
На кладбище располагается храм святителя Николая Мирликийского.